# Rich Forever Music
Rich Forever Music – wytwórnia płytowa założona przez amerykańskiego rapera Rich the Kida w 2016 r. Obecni wykonawcy w wytwórni to; Rich the Kid, Famous Dex, Jay Critch, Airi, Yung Bino oraz zespół 83 Babies. Wytwórnia odpowiada za wydanie takich albumów jak; The World Is Yours Rich the Kida, który uplasował się na drugim miejscu na liście Billboard 200, czy Dex Meets Dexter Famous Dexa, który osiągnął 12. pozycję na tej samej liście.

## Historia
W marcu 2016 roku Rich the Kid założył własną wytwórnię płytową o nazwie Rich Forever Music. Pierwszym zarejestrowanym artystą wytwórni był raper Famous Dex. Wytwórnia podpisała także kontrakt ze swoim pierwszym producentem o pseudonimie, The Lab Cook. W kwietniu 2016 roku wytwórnia podpisała kontrakt ze swoim drugim artystą, raperem J $tashem.
Pierwszym wspólnym wydawnictwem artystów z tej wytwórni była 15-ścieżkowa kompilacja zatytułowana Rich Forever Music, na której gościnnie pojawili się też: Offset, Skippa Da Flippa, Lil Yachty i OG Maco. Krótko po wydaniu ów projektu J $tash rozstał się z wytwórnią.
W czerwcu 2016 roku Rich the Kid podpisał umowę, aby 300 Entertainment dystrybuowało Rich Forever Music.
4 lipca 2016 roku, Rich Forever Music wydało swój drugi projekt; Rich Forever 2, wspólny mixtape pomiędzy Rich the Kidem i Famous Dexem, gościnnie na albumie udzielili się: Wiz Khalifa, Lil Yachty, Young Thug, Jaden Smith i Playboi Carti. W listopadzie 2016 roku wytwórnia podpisała kontrakt z raperem z Brooklynu, Jayem Critchem.
17 marca 2017 roku ukazał się trzeci mixtape The Rich Forever Way. Czwarta kompilacja; Rich Forever 3 została wydana 16 czerwca 2017 roku.
W lutym 2018 roku Rich the Kid ogłosił zakontraktowanie rapera z Teksasu, YBN Almighty Jaya do swojej wytwórni. W marcu 2018 roku YBN Almighty Jay i Rich the Kid pokłócili się, gdy Rich wydał piosenkę Almighty Jaya, Back Quick bez jego zgody. W kwietniu 2018 r. Almighty Jay przeprowadził wywiad z DJ Akademiksem, mówiąc, że nigdy nie był zakontraktowany z wytwórnią.
W maju 2018 r. Famous Dex stwierdził, że opuścił Rich Forever Music i jest niezależnym artystą, jednakże Rich the Kid opublikował post na Instagramie, pisząc, że Dex nadal jest członkiem wytwórni. We wrześniu 2018 r. do wytwórni dołączył 18-letni raper Yung Bino. W tym samym roku kontrakt z wytwórnią podpisała piosenkarka R&B Airi. W marcu 2019 r. do wytwórni dołączył hip-hopowy zespół 83 Babies. Jego członkami są; Yung Boss Tevo, Setitoff83 i Lil Tony. 2 sierpnia 2019 roku ukazała się piąta kompilacja wytwórni Rich Forever 4.

## Członkowie

### Obecni artyści
| Artysta      | Rok dołączenia | Wydania (pod szyldem wytwórni) |
| ------------ | -------------- | ------------------------------ |
| Rich the Kid | 2016           | 22                             |
| Famous Dex   | 2016           | 18                             |
| Jay Critch   | 2016           | 3                              |
| Airi         | 2018           | 0                              |
| Yung Bino    | 2018           | 7                              |
| 83 Babies    | 2019           | 0                              |

### Byli artyści
| Artysta          | Lata | Wydania (pod szyldem wytwórni) |
| ---------------- | ---- | ------------------------------ |
| J $tash          | 2016 | 1                              |
| YBN Almighty Jay | 2018 | 0                              |

### Producenci
| Producent    | Lata    |
| ------------ | ------- |
| The Lab Cook | od 2016 |

## Dyskografia

### Kompilacje
| Tytuł                                                      | Informacje | Pozycje na listach | Pozycje na listach |
| Tytuł                                                      | Informacje | USA                | USAR&B/HH          |
| ---------------------------------------------------------- | --- | ------------------ | ------------------ |
| Rich Forever Music                                         | - Wydany: 4 kwietnia 2016 - Wytwórnia: Rich Forever Music, Quality Control Music - Format: Download               | —                  | —                  |
| Rich Forever 2                                             | - Released: July 4, 2016 - Label: Rich Forever Music, 300 Entertainment, Quality Control Music - Format: Download | —                  | —                  |
| The Rich Forever Way                                       | - Wydany: 17 marca 2017 - Wytwórnia: Rich Forever Music - Format: Download                                        | —                  | —                  |
| Rich Forever 3                                             | - Wydany: 16 czerwca 2017 - Wytwórnia: Rich Forever Music, 300 Entertainment - Format: Download                   | 93                 | 42                 |
| Rich Forever 4                                             | - Wydany: 2 sierpnia 2019 - Wytwórnia: Rich Forever Music, 300 Entertainment - Format: Download, streaming        | 170                | —                  |
| „—” oznacza, że nagranie nie było notowane na danej liście | |                    |                    |